# لینا علم
لینا علم (زادهٔ ۱۹۷۸، کابل، افغانستان) یک هنرپیشه، فعال اجتماعی، تهیه کننده اهل افغانستان است. وی از سال ۱۹۹۸ میلادی تاکنون مشغول فعالیت بوده‌است.او برنده جایزه بهترین بازیگر در بیشتر از ده جشنواره داخلی و خارجی شده‌است.
از فیلم ها و سریال های که او در ان نقش داشت می توان گفت نامه ای به ریس جهمور , سریال شیرین و فلم حسن.  لینا علم  همراه بصیر حمیدی ازدواج کرده است و صاحب یک فرزند پسر به نام زال است  که  اکنون در امریکا زندگی می کنند.

## فیلمشناسی
- بچه کابل
- نامه‌ای به رئیس‌جمهور
- سریال شیرین
- حسن
- خاک و مرجان